# Krönikan om den femte konfluxen
Krönikan om den femte konfluxen är en bokserie skriven av Erik Granström.
Serien är en fantasyberättelse. Första boken i bokserien är Svavelvinter (2004). Den andra boken Slaktare små (2011). Den tredje boken Vredesverk (2014). Den fjärde boken "Vanderland" (2016).
Ursprungligen utspelar sig historien i fantasyvärlden Ereb Altor skapad på Äventyrsspel/Target Games under 1980-talet, och då främst på ögruppen Trakorien skapad av Erik Granström. På grund av upphovsrättigheter blev Granström tvungen att förlägga Trakorien i en egen fantasyvärld och inte Ereb Altor i böckerna. 

## Svavelvinter
Det trakoriska rikets livsviktiga svavelkoloni är hotad. Överste Praanz da Kaelve jagas av okända fiender som vill se honom död, men han åtar sig ändå uppdraget att återställa ordningen på den karga ön Marjura vid polarisens rand. Ett skepp ligger klart för avfärd med en besättning som samlats ihop i största hast. Där finns drakjägaren med det sönderbrända ansiktet, den tatuerade danserskan från Kargom och de märkliga Remuntradyrkarna, var och en med sina egna skäl att bege sig till världens ände.
Under resan inser översten att uppdraget är mycket större än han först anade. Det heliga berget Ranz viskar att den mystiska konfluxen närmar sig och under Marjuras ismassor har mäktiga krafter satt sig i rörelse.

## Slaktare små
Trakoriens statskassa sinar sedan landet förlorat svavelkolonin på Marjura. Spioner rapporterar att grannländerna samlar sig till angrepp på det försvagade riket, där spänningarna mellan kejsarsidan och handelsorden Nya Sfären ständigt trappas upp. Praanz da Kaelve, som nu befordrats till general, vill leda en kampanj för att återerövra Marjura från de vandöda crurerna, men hindras av självaste kejsarinnan.
Efter hundra års frånvaro återvänder trollkarlen Shagul till Trakorien, där han köper sin gamle mästares palats i den förfallna staden Fontra Cilor och installerar sig som rådgivare åt en marionettfurste. Han lyckas ta kontrollen över mördarsekten RhabdoRana, med vars hjälp han vill se till att den femte konfluxen förblir hans egen hemlighet. I städernas gränder sjunger barnen visan »Slaktare små«, men bara ett fåtal är medvetna om ordens dolda innebörd.

## Vredesverk
Trakoriens ärkefiende Ransard hotar ett land som redan är sönderslitet av inre motsättningar. Fredlös i ödemarken får Praanz da Kaelve oväntad hjälp med att söka revansch på sina fiender i huvudstaden. Samtidigt bryter ön Stegos sin 200-åriga förbannelse och Arn Dunkelbrink kan äntligen ta till väders igen på sin drake Blatifagus. Öster om ön driver Irminsulträdet med vindhäxan Silvia Miranda och tuppen Koklai omkring på havet. Snart står det klart att trädet lockar till sig udda varelser, samlade för att rädda konfluxen undan trollkarlen Shaguls planer på att stjäla ödespunkten. Frågan är bara om vindhäxan har blivit redo att möta verklighetens vredesverk efter sin tid i speglarnas fridfulla värld.

## Vanderland
Trakorien ligger i krig med grannländerna samtidigt som den femte konfluxen drar allt närmare. Prästinnan Frimrinda från Ransard seglar norrut med en mäktig legoflotta för att befria den gud hon tror crurerna håller fången på Marjura. Generalen Praanz da Kaelve, som åter fallit i onåd, följer henne som vägvisare, men också för att söka personlig hämnd på trollkarlen Shagul. Mot Marjura stävar även det levande skeppet Bladverk med vindhäxan Silvia Miranda, glasmannen Uroboren och prästen Ammisadu, som plågas av märkliga mardrömmar. Alla har de uppdraget att rädda konfluxen.
Stegosernas konung Arn Dunkelbrink segrade i kriget på Palamux och väntar nu otåligt på att kunna segla efter vindhäxan mot Marjura. Strax innan skeppet står redo för avfärd anländer hans allierade, stridsmunkarna från Nastrôl, för att slå följe sedan några mystiska böcker avslöjat deras egen historiska koppling till ön.
Inom kort skall alla sammanstråla på Marjura inför krönikans mäktiga upplösning.